# Bass Line
Bass Line – album studyjny polskiego basisty jazzowego Krzysztofa Ścierańskiego. Wydawnictwo ukazało się w 1983 roku nakładem oficyny PolJazz. Nagrania zostały zarejestrowane w marcu 1983 roku w Studio M-1 w Warszawie. Materiał został zrealizowany przez Jarosława Regulskiego i Wojciecha Przybylskiego. Ścierańskiego w nagraniach wsparli Jerzy Piotrowski (perkusja), Marek Wilczyński (instrumenty perkusyjne) oraz brat muzyka Paweł Ścierański (gitara, instrumenty perkusyjne).

## Lista utworów
Źródło.
Strona A
1. „Race Horse” – 6:35
2. „Basillius” – 5:40
3. „Hard Plastic Funk” – 5:20

Strona B
1. „Touching You” – 2:55
2. „Born Abroad” – 2:20
3. „Wieloryb basowy” – 1:30
4. „African Cargo” – 6:20
5. „Niezdara” – 4:35